# Peru Juniors
Das Peru Juniors (auch Peru Junior International genannt) ist im Badminton die offene internationale Meisterschaft von Peru für Junioren und damit das bedeutendste internationale Juniorenturnier in Peru. Es wurde erstmals im Februar 2014 ausgetragen.

## Die Sieger
| Saison    | Herreneinzel                | Dameneinzel             | Herrendoppel                                       | Damendoppel                           | Mixed                                           |
| --------- | --------------------------- | ----------------------- | -------------------------------------------------- | ------------------------------------- | ----------------------------------------------- |
| 2014      | Ygor Coelho                 | Daniela Macías          | José Guevara Kenshin Shimabukuro                   | Daniela Macías Dánica Nishimura       | José Guevara Daniela Macías                     |
| 2015      | Rubén Castellanos           | Daniela Macías          | Rubén Castellanos Christopher Martínez             | Chiara Carranza Daniela Macías        | José Guevara Daniela Macías                     |
| 2016      | Diego Mini                  | Fernanda Saponara Rivva | Bruno Barrueto Diego Subauste                      | Inés Castillo Paula La Torre          | Diego Mini Paula La Torre                       |
| 2017 2023 | nicht ausgetragen           | nicht ausgetragen       | nicht ausgetragen                                  | nicht ausgetragen                     | nicht ausgetragen                               |
| 2024      | Guillermo Buendia Maldonado | Ying Jian               | Guillermo Buendia Maldonado Maurice Martin Revilla | Naomi Junco Vasquez Analia Yi Ordoñez | Guillermo Buendia Maldonado Naomi Junco Vasquez |